# Banjica (Lipljan)
Pour les articles homonymes, voir Banjica.
Baicë en albanais et Banjica en serbe latin (en serbe cyrillique : Бањица) est une localité du Kosovo située dans la commune/municipalité de Lipjan/Lipljan, district de Pristina (Kosovo) ou district de Kosovo (Serbie). Selon le recensement kosovar de 2011, elle compte 1 043 habitants, tous albanais.

## Histoire
Sur le territoire du village se trouve le site archéologique de Gradina, dont les vestiges remontent au VIe siècle av. J.-C. ; mentionné par l'Académie serbe des sciences et des arts, il est inscrit sur la liste des monuments culturels du Kosovo.

## Démographie

### Évolution historique de la population dans la localité
| 1948 | 1953 | 1961 | 1971 | 1981 | 1991 | 2011  |
| ---- | ---- | ---- | ---- | ---- | ---- | ----- |
| 332  | 381  | 402  | 488  | 659  | 841  | 1 043 |

|  |